# Som Phu
Koning Somdetch Brhat-Anya Chao Jumbuya Raja Sri Sadhana Kanayudha, beter bekend onder de naam Som Phu volgde zijn vader Lasenthai op als 14e koning van Lan Xang in 1495. Hij was een zoon van koning Lasenthai en werd geboren in 1486. De eerste twee jaren was zijn oom Visunarat regent. Maar bij het bereiken van volwassenheid (11 jaar) nam hij zelf de macht in handen in 1497. In 1500 werd hij alsnog afgezet door zijn oom Visunarat en hij stierf in 1500. Voor zover bekend had hij geen kinderen.